# Mitsubishi A5M
Истребитель И-96 ВМС Императорской Японии  (яп.  Кюрокусики кандзё сэнтоки/Мицубиси Эй-Го-Эму) (Корабельный истребитель ВМС образца Девяносто шесть/А5М конструкции Мицубиси) — первый в мире истребитель-моноплан корабельного базирования. Условное обозначение в документах ВВС союзников Клод, ВВС РККА — И-96. Спроектирован КБ Мицубиси в 1934—36 гг. по техническому заданию ВМС № 9. Производился серийно в 1937—40 гг.

## История

### Развитие авиации 1930 гг.

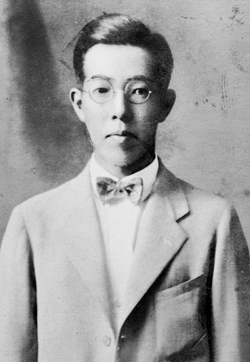
Конструктор КБ Мицубиси Д. Хорикоси (1927 г.)
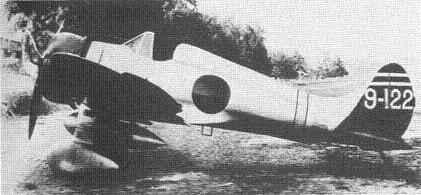
И-96 с ПТБ

В первой половине 1930-х годов авиационные КБ европейских стран и США столкнулись с существенным разрывом в требованиях к сухопутной и корабельной авиации. В области разработки истребителей Сухопутных войск усилия разработчиков были сконцентрированы на скоростных одноместных монопланах. Требования обеспечения взлета и посадки на авианесущий корабль были весьма противоречивыми: сочетание низкой удельной нагрузки на крыло с конструктивной прочностью. Таким сочетанием качеств в начале 1930-х годов обладали только малоскоростные бипланы, и попытки перехода к цельнометаллическим скоростным монопланам сталкивались с большим числом технологических и конструктивных трудностей.

### Техническое заданиеВМС(1935 г.)
В 1935 году на вооружение ВМС Императорской Японии был принят биплан И-95 с максимальной скоростью до 350 км/ч. Приняв И-95 на вооружение, Главное управление авиации ВМС пришло к выводу, что к моменту готовности машина с максимальной скоростью 350 км/ч успела морально устареть. Одновременно с принятием машины было сформировано новое тактико-техническое задание № 9 ВМС (ТТЗ ВМС «9-Си») по скоростному моноплану (до 400 км/ч). Заказ на разработку опытного истребителя получили КБ авиазаводов «Мицубиси» и «Накадзима».
В ТТЗ № 9 были отражены следующие требования заказчика:
- Скорость свыше 350 км/ч (190 узлов) на высоте 3 км
- Набор 5 км за 6,5 мин.
- Запас топлива свыше 200 л
- пара пулеметов винтовочного калибра
- размах менее 11 м, длина менее 8 м

Опытные машины Мицубиси и Накадзима были готовы к осени того же года.

### Образец Мицубиси

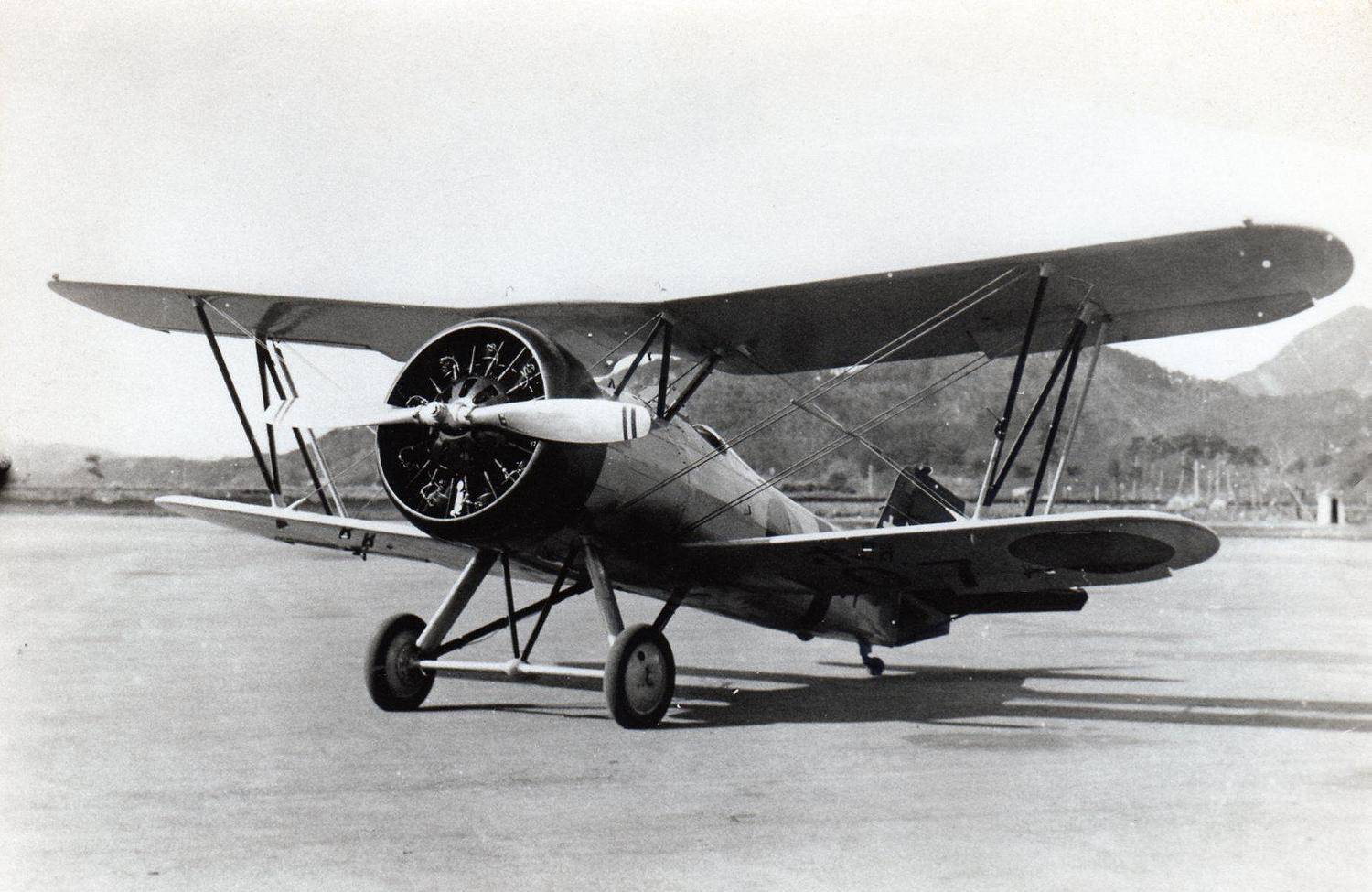
И-95 ВМС
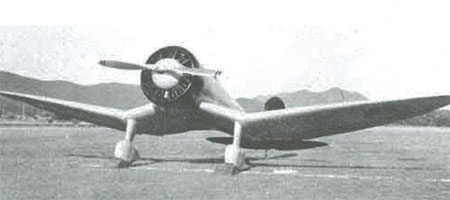
Ки. 33 КБ Мицубиси («обратная чайка»)
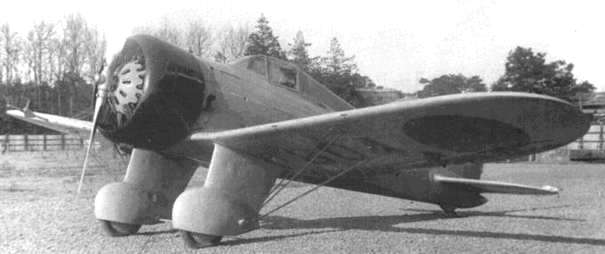
Ки. 11 КБ Накадзима

Идеология истребителя вырабатывалась на совещаниях со специалистами ГУ авиации ВМС и начальником управления (контр-адмирал И. Ямамото). Для облегчения машины и увеличения максимальной скорости из ТТЗ был исключен пункт об обязательности корабельного базирования. Образец Мицубиси представлял машину нового для ВМС Императорской Японии поколения алюминиевых монопланов. Ведущим конструктором темы под заводским шифром Ка. 14 был назначен Д. Хорикоси. Для машины была выбрана низкопланная схема с фиксированным шасси, обжатым миделем и крылом типа «обратная чайка». В качестве силовой установки планировалась двигательная установка серии «Котобуки» (9-цилиндровый радиальный воздушного охлаждения) разработки КБ «Накадзима». Стрелковое вооружение включало 2 синхронизированных АП-89 винтовочного калибра. Для улучшения аэродинамического качества впервые в авиапромышленности Японии на всем самолёте использовалась потайная клепка. Общее число опытных машин составило 6 экземпляров, из которых первые два имели оригинальную компоновку с крылом «обратная чайка». Зимой 1935 г. максимальная скорость составила 450 км/ч (243 узла), набор 5 км шел за 5 мин. 54 сек. По замыслу Д. Хорикоси, конструкция должна была в первую очередь обеспечить достижение максимальных скорости и скороподъемности. Опытный Ки. 11 КБ Накадзима представлял выбывший из конкурса Сухопутных войск И-95, где проблемой явились влиявшие на управляемость подкосов крыла. ВМС, как и Сухопутные войска, отказались от машины Накадзима в пользу образца Мицубиси. Характеристики образцов превосходили ТТЗ, но общее впечатление от оригинальной машины Мицубиси было выше, нежели от Ки. 11. Летом 1935 г. комэск М. Гэнда отмечал крайне важные для ведения воздушного боя скорость, скороподъемность нового истребителя и особенно его устойчивость при стрельбе из оружия. Отмечая меньшую маневренность «девятки» по сравнению с И-95, комэск М. Гэнда и начальник отдела БП УБАП ВМС Иокосука (Т. Ониси) внесли предложение об оставлении на вооружении обеих машин. Стараясь прислушиваться к мнению опытных лётчиков, ГУ авиации организовало учебный бой между машинами, где самые опытные летчики УБАП Иокосука стали сторонниками моноплана, говоря о «разреженности воздуха» на аэродроме ВМС Кагамихара, как о причине очень высокой приемистости опытной машины.

#### Выбор силовой установки
Несмотря на положительное отношение к машине летчиков-истребителей, доводка и реальное принятие на вооружение затянулось почти на 3 года. Основными причинами были доводка аэродинамики (имелись проблемы всплывания на посадке и рысканья на больших углах атаки) и выбор подходящей силовой установки. Проблемы аэродинамической схемы привели к отказу от крыла «обратная чайка». С третьего опытного образца устанавливалось прямое крыло и безредукторная силовая установка мощностью 640 л. с. Несмотря на рост взлетной массы, машина с прямым крылом показала столь же высокие летные данные при более безопасной управляемости. Всего было построено 4 опытных образца истребителя с силовыми установками Накадзима-Долголетие/Свет  (яп.  Котобуки/Хикари) (радиальные, 9-цил., 600/700 л. с.) и Мицубиси-Венера  (яп.  Кинсэй) (730 л. с.). В итоге было принято решение о запуске в серию двигателя Накадзима-Долголетие .

#### Принятие на вооружение

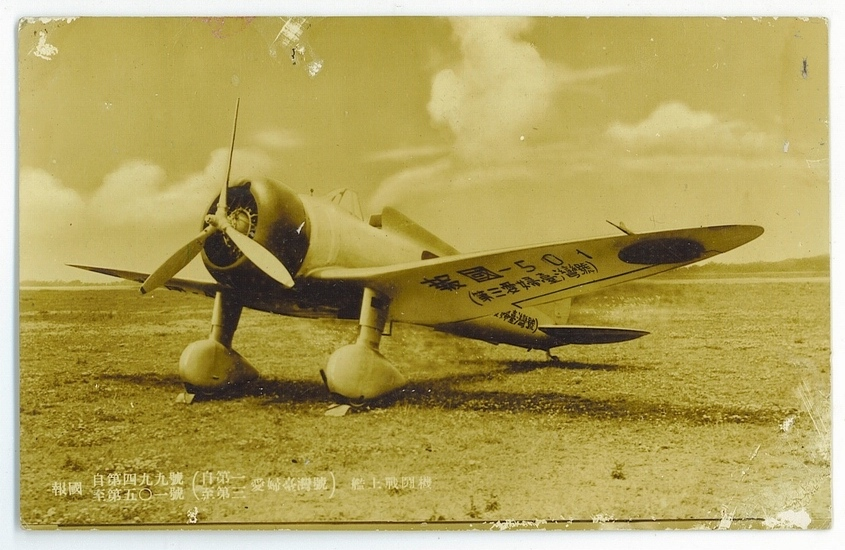
Рекламная открытка И96 патриотического займа (о. Тайвань, 1930-гг.)

Вместе с принятым в том же году дальним торпедоносцем ДБ-96 И-96 явился первой самостоятельной машиной КБ Мицубиси. Несмотря на сложности, ГУ авиации ВМС приняло решение о принятии И-96. К осени 1936 г. был завершен цикл заводских испытаний, и получен заказ на серийное производство. Объём выпуска составил 1,1 тыс. ед. ДО 1940 г. завод Мицубиси-Нагоя построил 788 ед., завод Ватанабе до 1942 г. 39 ед. Авиазавод № 21 ВМС (г. Омура) построил 264 машины до 1944 г.

## Конструкция
Одномоторный цельнометаллический низкоплан. Фюзеляж полумонокок овального сечения, эллиптические крылья и хвостовое оперение классической схемы. Фюзеляж и крыло целиком алюминиевые, поверхности управления с тканевой обшивкой. Кабина открытая (часть машин второй модификации имели закрытый фонарь. Шасси трехточечное фиксированное с главными стойками, закрытыми аэродинамическими обтекателями. Все модификации, кроме второй, оснащались вариантами авиадвигателя Долголетие КБ Накадзима (550—710 л. с. Двухлопастной ВИШ металлический (2,69 м), на второй модификации (2,98 м). Ёмкость бензобака 330 л, на второй модификации ПТБ емкостью 160 л. Вооружение (кроме опытной пушечной машины) из синхронизированных АП-89 (Виккерс-Арисака 7,7 мм). Часть машин второй модификации имели крыльевые пилоны под ОФАБ-30.

## Модификации

### Серийные
- Первая с Долголетием-2 (580 л. с.) или 2М (585 л. с.), синхронизированными АП-89 (по 500 патр.)

- Вторая

Вторая модификация

  - ранняя с Долголетием-М (610 л. с.) и трехлопастным ВИШ
  - средняя с Долголетием-3 (640 л. с.), закрытой кабиной и пилонами для ОФАБ-30
  - поздняя с Долголетием-4 (710 л. с.) и пилонами для ОФАБ-30/ПТБ 210 л
  - до ста спарок авиазавода № 21 ВМС
- Третья с Долголетием-4М

### Опытные
- Первая модификация с парой авиапушек «Эрликон» FF 20 мм
- Вторая модификация с двигателем-пушкой «Испано-Сюиза» HS.404 (610 л. с, 20 мм)
- опытные Ки. 18/33 для Сухопутных войск

## Характеристики
| Модификации           | Модификации       | Модификации       | Модификации       | Модификации       | Модификации    | Модификации       | Модификации       | Модификации       |
| Шифр ВМС (заводской)  | Опытный ТТЗ № 9   | Первая            | Ранняя вторая     | Средняя вторая    | Поздняя вторая | Последняя         | УБИ-96            | Kи. 18            |
| Технические           | Технические       | Технические       | Технические       | Технические       | Технические    | Технические       | Технические       | Технические       |
| --------------------- | ----------------- | ----------------- | ----------------- | ----------------- | -------------- | ----------------- | ----------------- | ----------------- |
| Длина                 | 7,7 м             | 7,7 м             | 7,6 м             | 7,6 м             | 8,4 м          | 7,6 м             | 7,7 м             | 7,7 м             |
| Высота                | 3,3 м             | 3,2 м             | 3,2 м             | 3,3 м             | 3,1 м          | 3,2 м             | 3,2 м             | 3,2 м             |
| Размах                | 11 м              | 11 м              | 11 м              | 11 м              | 11 м           | 11 м              | 11 м              | 11 м              |
| Площадь крыла         | 17,8 кв. м.       | 17,8 кв. м.       | 17,8 кв. м.       | 17,8 кв. м.       | 17,8 кв. м.    | 17,8 кв. м.       | 16 кв. м.         | 16 кв. м.         |
| Сухая масса           | 1 т               | 1 т               | 1,2 т             | 1,2 т             | 1,2 т          | 1,2 т             | 1,3 т             | 1,1 т             |
| Снаряжённая масса     | 1,4 т             | 1,5 т             | 1,6 т             | 1,7 т             | 1,7 т          | 1,7 т             | 1,7 т             | 1,4 т             |
| Силовая установка     |                   |                   |                   |                   |                |                   |                   |                   |
| Двигатель             | Nakajima Kotobuki | Nakajima Kotobuki | Nakajima Kotobuki | Nakajima Kotobuki | «Испано-Сюиза» | Nakajima Kotobuki | Nakajima Kotobuki | Nakajima Kotobuki |
| Модификация           | 2                 | 2М                | 2М3               | 3                 | 12Х            | 4                 | 4                 | 5                 |
| Мощность              | 550 л. с.         | 580 л. с.         | 610 л. с.         | 640 л. с.         | 610 л. с.      | 710 л. с.         | 710 л. с.         | 550 л. с.         |
| Лётные                |                   |                   |                   |                   |                |                   |                   |                   |
| Максимальная скорость | 450 км/ч          | 400 км/ч          | 420 км/ч          | -                 | -              | 430 км/ч          | 440 км/ч          | 440 км/ч          |
| Нагрузка на крыло     | 77 кг/м²          | 84 кг/м²          | 90 кг/м²          | 95 кг/м²          | -              | 94 кг/м²          | 96 кг/м²          | 89 кг/м²          |
| Потолок               | 9,5 км            | 9,5 км            | -                 | -                 | -              | 9,8 км            | 9,8 км            | 9,8 км            |
| Боевой радиус (с ПТБ) | -                 | 700 км (1200 км)  | 700 км (1200 км)  | -                 | -              | 650 км            | -                 | -                 |

## Боевое применение

#### Интервенция в Китае

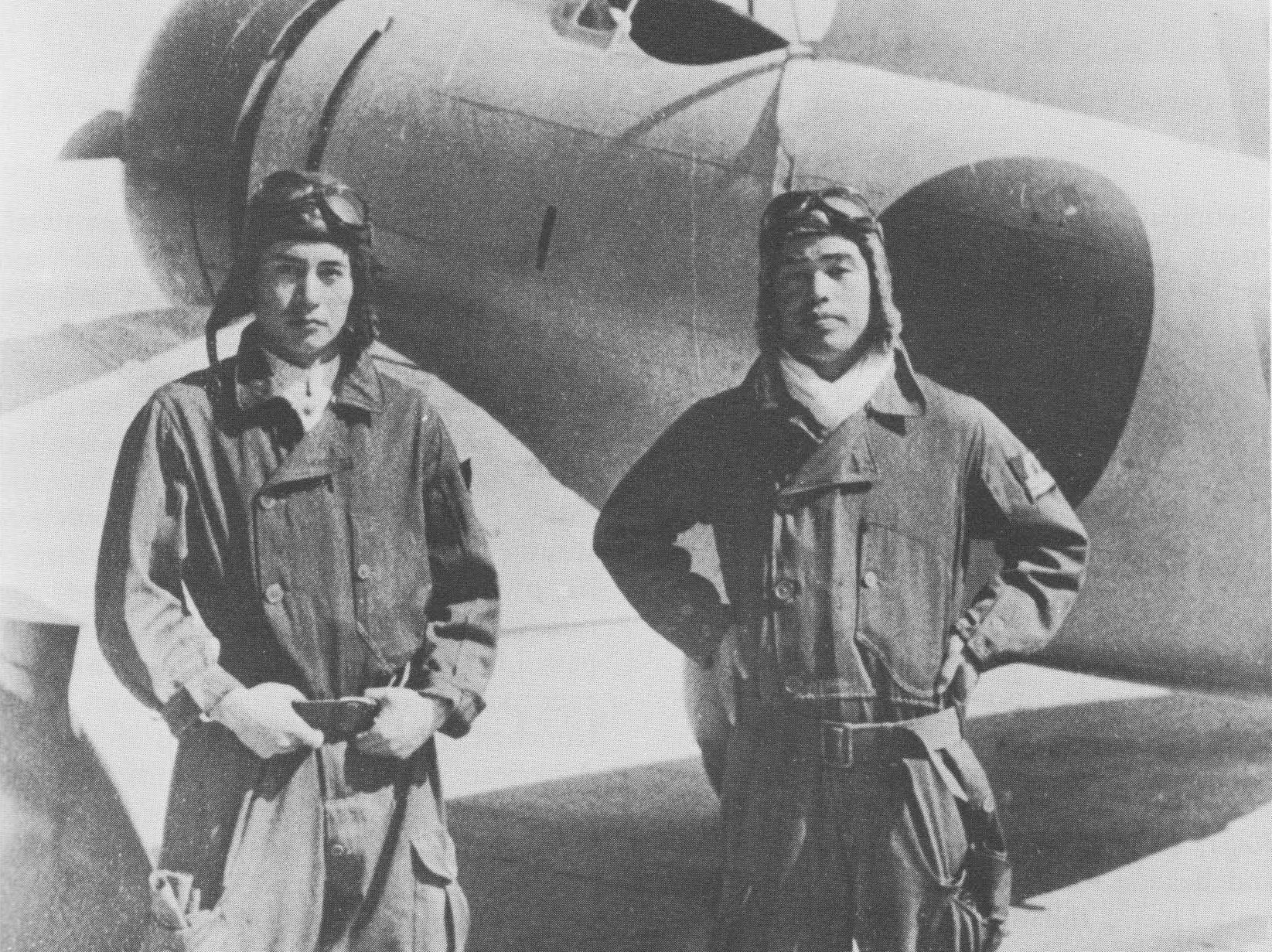
Военлеты авиаБЧ Акаги И-96

Ввод в строй И-96 совпал с обострением конфликта между Китаем и Императорской Японией. В ходе первых вылетов выяснилось, что дальности в 800 км не хватает при вылетах над материковой территорией. Увеличение требований по дальности нашло отражение в характеристиках И-0 следующего поколения. При равной горизонтальной и лучшей вертикальной маневренности И-96 превосходил И-95 на 50 км/ч, чего хватало для подавляющего превосходства над монопланом P-26 и бипланом BF2C производства США. ВВС Китая имели на вооружении также истребительную авиацию советского производства, в том числе монопланы И-16, которые оказались опасным противником для новейших японских машин. С осени 1937 г. в Китае была сформирована сводная авиабриагада № 2 ВМС (САП № 12-13 ВМС, рота ИАЭ Кага). В начале сентября ротный ИАЭ Кага (капитан-лейтенант Т. Накадзима) сбил тройку BF2C. Превосходство в воздухе обусловило развитие наступления и взятие в конце 1937 г. столицы Китая г. Нанкин. Весной 1938 г. была также сформирована САБр № 3 ВМС в Китае (САП № 14-15), в 1941 г. — МТАП № 1 и МТАП Гэндзан. На протяжении конфликта в Китае ИА ВМС регулярно осуществляла вылеты на сопровождение ударной авиации.

#### Война на Тихом океане
К началу боевых действий на Тихом океане САП ВМС и корабельные авиаБЧ были перевооружены на И-0. До 1942 г. И-96 имелся на вооружении УБАП второй линии, ДАВ № 3 ВМС (АВ Хосё-Рюдзё-Сёхо-Дзуйхо) и плавбаз проекта Тайё. В частях 1-й линии оставалось до сотни машин второй модификации и также до двухсот УБИ-96 в УБАП метрополии. ДАВ № 3 ВМС участвовала в налетах на объекты на Филиппинах, обеспечении ввода войск в Индонезию и развертывания в Индийском океане. Береговые авиаполки обеспечивали ПВО Сайгона и объектов ВМС на архипелагах Марианских, Маршалловых о-вов, арх. Палау и пр. Последней операцией с участием И-96 стали столкновения корабельной авиации у берегов Австралии в ходе боевых действий Коралловом море весной 1942 г., где авиация ВМС США уничтожила авианосец Сёхо. На завершающем этапе войны И-96 привлекались к самоубийственным таранным атакам "камикадзе" на наступающие соединения ВМС и КМП США. В ходе реализации оперативного плана Речная сакура  (яп.  Кикусуй) у арх. Рюкю весной 1945 года вылеты осуществляли машины третьей модификации и спарки УБАП ВМС Цукуба-Хякурихара-Судзука.

## Оценка проекта
Этапный истребитель-моноплан в мировой авиации корабельного базирования. И-96 имел отличные летные качества для конца 1930-х годов, но с началом боевых действий, когда у союзников появились значительно превосходящие образцы самолётов, быстро перешел в разряд морально устаревшей техники.